# يوسيكان بودو
يوسيكان بودو (بالإنجليزية: Yoseikan Budo)‏، هو فن قتالي طُوّر في أواخر سنة 1960، وتأسس رسميا في عام 1975 من قبل هيرو موتشيزوكي الذي ولد في عام 1936 في شيزوكا (اليابان)، وهو ابن مينورو موشيزوكي.
يوسيكان بودو ولد لتحقيق توليف مختلف فنون الدفاع عن النفس لأغراض تعليمية. تم تكليف هذه المهمة بهيرو موتشيزوكي خلال طفولته من قبل والده مينورو نفسه استوحاها من السيد جيجورو كانو.
هذه طريقة جديدة تسلط الضوء على منطق مشترك بين تقنيات قتالية مختلفة إما عن طريق الأسلحة أو أيديهم فقط.
إن مرجع الفني والتربوي في تطور مستمر وتحسين متواصل كذلك، والاحتمالات لا حصر لها. لكن القيود الوحيدة هي:
- إبداع المعلم
- احترام السلامة الجسدية للممارسين. حيث أن الممارسون يرتدون بدلة قميص مزدوج الصدر أزرق وسروال أبيض مع خط أزرق، في حين أن الممارسون المبتدئون، عند المؤسس منظبطين، يرتدي الكل نفس الحزام الأبيض والأزرق.

## شرح وتفسيرالشعار

شعار

كل علامة من شعار هذا الفن القتالي ترمز إلى شيء معين حيث أن:
- الدائرة: الكمال، والسعي الأبدي للإنسان، يمكن أن تصل إلى ذلك الخط الذي يقطع الدائرة (بعد الجبل) تذكر التواضع ضروري، والكمال ليس الإنسان.

- الهواء / الشمس (البرتقالي الداكن): يُقصد به الأكسجين والضوء والبهجة.

- الجبل (أبيض): يعني الأرض، والنقاء (الصدق)، وضوح (في اتخاذ القرارات والالتزامات) والتضامن.

- الماء (زرقاء): تعني المرونة والهدوء والأمل والتكيف.

من دون ضوء، بلا أرض، دون ماء لا توجد حياة: عناصر تعطينا الحياة، والعيش، ويجب علينا احترام الطبيعة. وفي الوقت نفسه، فإن مفهوم الاحترام المتبادل هو أساس الحياة في المجتمع.

## شرح وتفسير كلمة يوسيكان
- يو: غذاء للروح، التعليم

- سي: الصدق بمقارنة إدراك، حس العدالة، البر

- كان: مكان الاتحاد، منزل كبير، المدرسة

- بو: منع الحرب، والبحث عن السلام

- دو: الطريق، وتحقيق الهدف

## دراسة التقنيات
تتضمن مجموعة تقنيات الإيقاع (القدمين والركبتين واليدين والمرفقين والرأس وما إلى ذلك)، والمفاتيح (التقلبات وتمديدات المفاصل)، والرميات، والشلقات، والخنق والأسلحة.

## التعليم
ويهدف إلى تحسين التعلم الفني والرياضي والأخلاقي بناءً على الاحتياجات والقدرات الفردية. وبالتالي فإن علم أصول التدريس يتكيف مع العمر والقدرات البدنية للممارسين. يتم تنظيمه على طول مسار منطقي، مع مراعاة القيود الحيوية والفيزيولوجية الكامنة في أي رياضة.
تستند التوليفات على الطرق الموجودة بالفعل وتجمعها معًا: مثال على الكاراتيه + الجودو + المواي تاي = الكاراتيه شيدوكان.

## المنافسة
لا يُنظر إليه على أنه غاية في حد ذاته، ولكن كمرحلة في بناء الفرد. يعتبر هيرو موتشيزوكي أن الجانب الرياضي مهم في تطوير الممارس، ولهذا السبب يشجع الأفراد على ممارسة الجانب العسكري والجانب الرياضي. على الرغم من وجود شبكة منافسة دولية مهمة للرياضيين ذوي الأداء العالي، فإن الطلاب من جميع المستويات لديهم الفرصة لممارسة أشكال مرنة من القتال من نوع «المساعدة المتبادلة» في إطار الدروس. أقيمت كأس العالم في عام 1997 في كندا في تروا ريفيير، وفي عام 1999 في فرنسا في كارفاين، في عام 2005 (باريس، فرنسا) وفي عام 2007 (لوفان لا نوف، بلجيكا).

## ممارسة يوسيكان بودو حسب الأعمار
- للأطفال الصغار (من 3 إلى 6 سنوات): التطور النفسي الحركي من خلال رفع مستوى الوعي، في شكل ألعاب تعليمية.
- للأطفال (من 6 إلى 11 عامًا): التطور النفسي الحركي من خلال التعلم المرح والرياضي.
- للمراهقين (11 إلى 15 سنة): البناء المادي والاجتماعي من خلال التعرف على الفن وقيمه الأخلاقية.
- للبالغين (من 16 إلى 40 عامًا): تحسين الإمكانات البدنية والحفاظ عليها عن طريق تعلم الفن. تحسين «الذات» من خلال احترام ودمج الشيفرة الأخلاقية.
- لكبار السن (من 40 عامًا): الحفاظ على الإمكانات الجسدية من خلال تعلم أشكال ممارسة لطيفة تهدف إلى تحسين الإدراك الذاتي وإطالة استقلالية الشخص.

## المنظمة الدولية
في عام 2000، تلقى السيد هيرو موتشيزوكي رسمياً من والده ماستر مينورو موتشيزوكي لقب «سوك لمدرسة يوسيكان» (إدارة جميع يوسيكان دوجو في العالم). يمارس الانضباط في ما يقرب من 40 دولة في 5 قارات. يتم وضع جميع المدارس والاتحادات تحت إشراف الاتحاد العالمي يوسيكان.
المصطلحات «يوسيكان آيكيدو» أو «أيكيدو موشيزوكي» أو «يوسيكان كاراتيه» في بعض الأحيان لتأهيل طريقة ناتجة عن التدريس المحدد في الأيكيدو أو الكاراتيه للمستار مينورو وهيرو موشيزوكي.